# 恰克伊马姆阿利
恰克伊马姆阿利（Chak Imam Ali），是印度北方邦Allahabad县的一个城镇。总人口4124（2001年）。

## 人口
该地2001年总人口4124人，其中男性2213人，女性1911人；0—6岁人口366人，其中男205人，女161人；识字率82.01%，其中男性为87.21%，女性为75.98%。